# Groove metal
Groove metal (também chamado de post-thrash ou neo-thrash)  é um subgênero do metal que iniciou seu desenvolvimento no final da década de 1980 e início da década de 1990. Tendo como progenitor principal o thrash metal, o groove metal caracterizava-se pelo uso de tempos deliberadamente mais lentos que o thrash, apenas ocasionalmente utilizando tempos rápidos. Os riffs são similares aqueles utilizados no thrash metal, mas tocados em velocidade média e com amplo destaque ao uso de repetições e um senso de ritmo. O precursor do estilo foi o grupo Exhorder, porém o gênero foi popularizado com o lançamento de álbuns como Vulgar Display of Power do Pantera, La Sexorcisto: Devil Music, Vol. 1 do White Zombie, Chaos A.D. do Sepultura e Burn My Eyes do Machine Head. O groove metal foi influência base no posterior surgimento do subgênero nu metal.